# EG (журнал)
Эндгейм (англ. Endgame) — английский ежеквартальный журнал по шахматной композиции, посвящённый этюдам; орган «Шахматного кружка по изучению эндшпилей» (англ. The Chess Endgame Study Circle). Издаётся с июля 1965 в Лондоне. В журнале публикуются статьи по теории эндшпиля, о творчестве этюдистов разных стран, рецензии на шахматные книги, печаталась информация о международных конкурсах составления этюдов.

## История
Журнал был основан The Chess Endgame Study Circle, британской группой композиторов и энтузиастов, изучающих шахматный эндшпиль, которая сформировалась 16 марта 1965 года. В состав одиннадцати членов входили Роберт Вейд, Хью Блэндфорд и Джон Ройкрофт. Ройкрофт был издателем первых 102 номеров журнала с июля 1965 по 1991 год. С того времени голландская компания Alexander Rueb Vereniging voor Schaakeindspelstudie (ARVES) была издателем, но после этого Ройкрофт оставался главным редактором. Нынешний главный редактор — Гарольд ван дер Хейден. Журнал ориентирован на исследования эндшпиля, но в некоторых случаях включает в статьи практические эндшпили. Еще одним важным направлением является сбор и переиздание наград за финальные обучающие турниры. В октябре 2019 года к редакции присоединился немецкий эксперт по эндшпилю Карстен Мюллер с собственной колонкой, ориентированной на практиков.